# Petrovsk-Zabajkal'skij
Petrovsk-Zabajkal'skij è una città della Russia siberiana sudorientale (kraj Zabajkal'skij), situata 413 km a ovest del capoluogo Čita in una valle compresa fra la catena dei Cagan-Daban a nord e i monti Zaganskij a sud; è il capoluogo amministrativo del distretto omonimo.
Fondata nel 1789 con il nome di Petrovskij Zavod in russo Петровский Завод?, venne poi scelta come luogo di confino per alcuni decabristi, tra i quali Ivan Ivanovič Gorbačevskij, che vi morì nel 1869.

## Società

### Evoluzione demografica
Fonte: mojgorod.ru
- 1939: 21.000
- 1959: 29.800
- 1970: 28.300
- 1989: 28.300
- 2007: 19.900